# Impares (serie de televisión)
Impares es una serie de televisión producida por Isla Producciones para las cadenas españolas Antena 3 y Antena.Neox, estrenada el 4 de agosto de 2008.

## Trama
La serie trata en clave de humor la vida de una serie de personajes ficticios que recurren a una agencia de contactos de internet para intentar encontrar pareja, aunque no será tan fácil como esperaban. El elenco está formado por más de 75 actores que participan en dicha comedia de enredos y desafíos personales. La serie combina la acción en tercera persona con grabaciones al estilo testimonio de programas reality con el fin de dar una sensación de falso directo.

## Reparto
- Pablo Penedo
- Wills Canga como Javier Romano.
- Adrián Lastra como El Ruli.
- Aitor Luna
- África Luca de Tena
- Alberto Lozano como Ricardo Solla.
- Ana Rayo como Candela.
- Ana Ruiz como Sonsoles.
- Antonio Muñoz de Mesa como Ángel Gutiérrez.
- Carmen Caballero como Fuensanta.
- Cecilia Freire como Lola.
- César Camino como Jesús Amoros.
- César Lucendo como Arturo.
- Cristina Gallego como Epifanía.
- Cristina Pons como Natalia.
- Darío Paso como Fernando Costanillo.
- Elsa Pinilla
- Enrique Asenjo como Rubén.
- Gabriel Chamé como Francisco Pernet.
- Huichi Chiu como Estephanie.
- Ismael Beiro
- Itziar Miranda como Lola.
- Javier Godino como Antonio.
- Javier Pereira como José Manuel.
- Javier Rey como Esteban.
- Javier Tolosa como Ángel.
- Jesús Caba como Rodrigo.
- José Troncoso
- José Ramón Iglesias como Jota.
- Juan y Punto.
- Juanjo Pardo como Rafael.
- Juanma Díez como Jerome.
- Kike Guaza
- María Ballesteros como Cristina.
- Maribel Ripoll como Angus.
- Marta Hazas como Alessandra.
- Marta Larralde como Diana.
- Marta Poveda como Fany Clos.
- Miriam Benoit como Cristal.
- Mariam Hernández
- Nacho López como Fran Pernet
- Natalia Vergara (Innata) como María Maneiro.
- Palmira Ferrer como Felisa.
- Paula Galimberti como Amparo.
- Rafael Reaño como Juan.
- Rocío García como Olvido.
- Rosa Mariscal como Manuela.
- Sandra Dominique como Paloma.
- Sandra Ferrús como Lucía.
- Secun de la Rosa como Álvaro.
- Sergio Castellanos
- Susana Martins como Claudia.
- Susana Rubio

## Capítulos y audiencias
| Capítulo          | Nombre     | Fecha de emisión | Espectadores | Cuota |
| ----------------- | ---------- | ---------------- | ------------ | ----- |
| PRIMERA TEMPORADA |            |                  |              |       |
| 1                 | Capítulo 1 | 04/08/2008       | 1.195.000    | 10,3% |
| 2                 | Capítulo 2 | 05/08/2008       | 1.168.000    | 10,3% |